# Centre national pour la vérité et la réconciliation
Le Centre national pour la vérité et la réconciliation (CNVR ; en anglais : National Centre for Truth and Reconciliation, NCTR) est une banque d'archives constituée en 2007 et ouverte depuis 2015, située à l'Université du Manitoba, à Winnipeg. Son rôle est de recueillir les documents et témoignages issus des travaux de la Commission de vérité et réconciliation du Canada pour préserver la mémoire et l'héritage du système de pensionnats pour Autochtones au Canada.

## Histoire
Le CNVR est fondé en 2007 dans le cadre de la Convention de règlement relative aux pensionnats indiens, qui établit qu'une banque d'archives permanente serait instaurée pour rassembler les dossiers de la Commission de vérité et réconciliation (CVR). Le Centre héberge les témoignages de survivants des pensionnats pour Autochtones, des archives et d'autres documents recueillis par la CVR entre 2009 et 2015. Les collections du Centre se composent de millions d'archives du gouvernement et de l'Église, de centaines de photos des pensionnats et d'au moins 7 000 déclarations déposées par les survivants.
Le CNVR ouvre à l'automne 2015 à Winnipeg, sur le campus de l'université du Manitoba. À partir du 3 novembre 2015, le public peut accéder aux archives ayant été numérisées. En décembre 2016, le gouvernement fédéral du Canada verse 10 millions de dollars pour financer le fonctionnement du CNVR. En septembre 2019, le CNVR est inscrit dans la section canadienne de la Mémoire du monde de l'Unesco.